# NGC 1355
NGC 1355 é uma galáxia {{{typ}}} localizada na direcção da constelação de Eridanus. Possui uma declinação de -04° 59' 54" e uma ascensão recta de 3 horas, 33 minutos e 23,5 segundos.
A galáxia NGC 1355 foi descoberta em 8 de Outubro de 1864 por Heinrich Louis d'Arrest.